# Nieuport 10
Il Nieuport 10, noto anche come 18 m², con riferimento alla misura della superficie alare, era un aereo multiruolo, monomotore a pistoni e biplano, realizzato dall'azienda francese Nieuport ed utilizzato nel corso della prima guerra mondiale.
Schierato dalle forze aeree delle nazioni firmatarie della Triplice intesa e da numerose di quelle delle nazioni ad esse alleate, durante la prima parte del conflitto trovò impiego principalmente come aereo da ricognizione e da caccia; in un secondo tempo fu destinato a compiti di addestramento. Alcuni esemplari furono mantenuti in servizio anche nel dopoguerra.

## Storia del progetto
Nel corso del 1914 Gustave Delage curò per la Société Anonyme des Établissements Nieuport il progetto del monoplano Nieuport X ed un secondo progetto, questa volta biplano, per un velivolo da competizione destinato a prendere parte all'edizione annuale del Gordon Bennett Trophy.
Per effetto dello scoppio della prima guerra mondiale la competizione aeronautica quell'anno non ebbe luogo, mentre lo stesso Delage fu costretto ad interrompere il proprio lavoro, richiamato in servizio dalla Marine nationale nel corso del mese di agosto.
Lo sviluppo del progetto proseguì a cura di qualcuno dei colleghi di Delage non soggetti al massiccio richiamo alle armi operato dalle autorità francesi e nel gennaio del 1915, due mesi prima del ritorno in azienda dell'ingegnere limougeaud, il prototipo all'epoca noto con il nome di Nieuport XB ricevette il numero di brevetto 477 457; rappresentava sostanzialmente l'adattamento all'impiego militare dell'originario velivolo da competizione.
Il velivolo sarebbe diventato noto come Nieuport 10 solo in un secondo momento, secondo alcuni nel dicembre del 1915, ed è anche possibile che nei suoi confronti vengano indicate altre denominazioni, anche legate al fatto che la sua costruzione ebbe luogo, su licenza, anche nel Regno Unito, in Russia ed in Italia.
Portato in volo per la prima volta nel mese di febbraio del 1915, il Nieuport 10 evidenziò prestazioni per l'epoca eccezionali e venne valutato sia dalla francese Aéronautique Militaire che dalle forze aeree inglesi Royal Naval Air Service e Royal Flying Corps; le prime due optarono per l'acquisto del velivolo che venne immesso in servizio quasi contemporaneamente nel successivo mese di maggio.

## Tecnica

### Cellula
Il Nieuport 10 aveva struttura interamente lignea, rinforzata mediante l'impiego di cavetti metallici; la sezione della fusoliera era rettangolare, rastremata verso la coda e con la parte superiore arrotondata. Il rivestimento era di tela tranne che nella parte anteriore dove furono utilizzati pannelli metallici e di compensato.
Il disegno originale prevedeva che l'equipaggio fosse composto da due persone, disposte in tandem in abitacoli decisamente spartani e la disposizione inizialmente contemplava che l'osservatore occupasse il posto anteriore ed il pilota quello posteriore; in ragione della collocazione dell'osservatore il velivolo venne definito Nieuport 10AV (dal francese avant), in contrapposizione agli esemplari Nieuport 10AR (arrière), di successiva produzione, nei quali la disposizione dell'equipaggio era esattamente all'opposto.
Secondo le fonti disponibili alcuni esemplari del Nieuport 10 vennero realizzati in versione monoposto sia dal costruttore originario, sia dalle aziende russe Anatra, Dux e Lebed che realizzarono il velivolo su licenza. Un maggior numero di esemplari risulterebbe, invece, semplicemente modificato in monoposto direttamente presso i reparti mediante la copertura dell'abitacolo anteriore.
La velatura del Nieuport 10 era di tipo biplana, all'epoca preferita dalle autorità militari rispetto alla formula monoplana, ma caratterizzata dalla considerevole differenza delle dimensioni dei due piani alari: questa soluzione venne battezzata "sesquiplana" (in Italia, inizialmente, "mezzo monoplana") ed avrebbe caratterizzato fino alla metà degli anni trenta l'intera stirpe dei velivoli della Nieuport. Questa particolare configurazione venne utilizzata in quanto permetteva di abbinare caratteristiche tipiche del biplano (robustezza strutturale, maneggevolezza e velocità ascensionale) all'ampiezza del campo visivo (soprattutto verso il basso) garantita dalla formula monoplana e sarebbe da attribuire ad un dipendente della Nieuport di origine svizzera (indicato solo con il cognome, Schneider), successivamente trasferitosi in Germania.
Altra caratteristica peculiare dell'ala del Nieuport 10 era costituita dal foro presente nel piano alare superiore degli esemplari "AV": grazie a questa apertura l'osservatore poteva, alzandosi in piedi nel proprio abitacolo, sparare con le proprie armi personali ad eventuali velivoli nemici; tale soluzione venne tuttavia abbandonata in tempi relativamente brevi poiché l'osservatore, una volta in piedi, ostruiva la vista al pilota ed influenzava lo scorrimento del flusso d'aria al di sopra dell'ala, condizionando negativamente il funzionamento delle superfici di controllo.
Dal punto di vista strutturale le due ali erano collegate tra loro da due montanti (uno per semiala) a forma di "V", agganciati rispettivamente ai longheroni; la disposizione delle ali prevedeva che i bordi d'uscita fossero tra loro allineati mentre, in ragione delle diverse dimensioni della corda, il bordo d'entrata del piano inferiore risultava scalato all'indietro rispetto a quello superiore. Le superfici di controllo, nello specifico gli alettoni, erano disposte lungo quasi tutto il piano alare superiore (fatta eccezione per la sezione centrale, caratterizzata da una svasatura semicircolare).
Nella descrizione del brevetto del Nieuport 10 viene indicata la presenza di un meccanismo destinato ad agire sul singolo longherone principale dell'ala inferiore per farla ruotare attorno al proprio asse per permettere di variarne a piacimento l'angolo di incidenza. Questo dispositivo doveva essere azionato da una leva di considerevoli dimensioni posizionata sul lato destro nella cabina di pilotaggio ma non venne impiegato sui velivoli di serie.
L'impennaggio del Nieuport 10 era di tipo monoplano, con l'elemento verticale costituito esclusivamente dal timone e con l'elemento orizzontale di apertura crescente verso la parte posteriore, costituita dall'equilibratore.
Il carrello d'atterraggio era fisso, di tipo biciclo con ruota singola, collegato alla fusoliera con una struttura metallica a "V" per ogni lato; le due ruote erano inoltre collegate tra loro da un assale rigido. Al posteriore era presente un pattino d'atterraggio.

### Motore
Secondo quanto previsto dal progetto originale, il Nieuport 10 era equipaggiato con un motore rotativo Le Rhône 9C: si trattava di un nove cilindri raffreddato ad aria, in grado di sviluppare la potenza di 80 hp (pari a 59,6 kW) mentre, generalmente, gli esemplari destinati all'esportazione venivano dotati di motore Gnome Monosoupape, di pari potenza. In entrambi i casi la cappottatura del motore era di tipo metallico, a forma di ferro di cavallo con il settore "aperto" disposto nella parte inferiore del motore, soluzione necessaria per il raffreddamento dei pacchi radianti dei cilindri.
Venne realizzata una variante dotata di motore Gnome Monosoupape da 100 hp alla quale fu assegnata la denominazione di Nieuport 10 bis mentre negli esemplari russi di più recente produzione vennero utilizzati versioni più recenti del motore Le Rhone, caratterizzate dalla maggiore potenza (da 110 a 120 hp, quindi tra 81 e 88 kW); a seconda dei casi gli aerei vennero dotati di cappottatura di maggiori dimensioni oppure provvista di fori per favorire il raffreddamento dell'unità motrice.

### Armamento
Inizialmente il Nieuport 10 era sprovvisto di qualsiasi dotazione offensiva e nelle rare occasioni di scontro con velivoli nemici l'osservatore aveva a disposizione armi personali. L'impiego del velivolo nel ruolo di caccia, attribuito all'aviazione francese nel giugno del 1915, portò all'installazione di una o due mitragliatrici a bordo: sui velivoli francesi venne impiegata una Hotchkiss, gli esemplari inglesi e quelli russi impiegavano una Lewis, oppure una Maxim mentre quelli italiani una Fiat-Revelli.
La mitragliatrice venne generalmente sistemata al centro dell'ala superiore: nelle versioni biposto era azionabile da parte dell'osservatore e la posizione sopraelevata ne consentiva l'impiego al di fuori del raggio dell'elica; negli esemplari della versione arrière la mitragliatrice era sistemata nell'abitacolo posteriore e, incernierata su un dispositivo denominato anello Etévé (il cui brevetto apparteneva alla Nieuport), poteva sparare verso i lati e verso la coda dell'aereo.
Per gli esemplari in versione avant si pensò anche di disporre la mitragliatrice in posizione obliqua, sparante dal foro nel centro dell'ala superiore: gli inglesi disposero l'arma con un'angolazione di 45° mentre i russi optarono per una soluzione con angolo di 24°.
Nei velivoli in configurazione monoposto, la mitragliatrice veniva azionata dal pilota mediante una guaina al fine di evitare che questi dovesse alzarsi in piedi per sparare, abbandonando i comandi di volo. Vennero anche studiate soluzioni particolari per agevolare il pilota nella sostituzione dei caricatori esausti.

## Impiego operativo

### Francia
Secondo diverse fonti, i Nieuport 10 entrarono in servizio con l'Aéronautique Militaire alla fine di aprile oppure nel mese di maggio del 1915, fornendo progressivamente il materiale di volo per cinque squadriglie a cui se ne aggiunsero altre nove a partire dal mese di settembre dello stesso anno.
I reparti francesi impiegarono il Nieuport 10 prevalentemente nel ruolo di caccia ed in configurazione monoposto (in genere si trattava di esemplari biposto, nei quali il pilota occupava la postazione posteriore); oltre che per compiti di interdizione degli aerei nemici, vennero utilizzati anche per la ricognizione e la cooperazione con l'artiglieria (al fine di dirigere meglio il tiro delle batterie), per scortare i bombardieri nelle missioni diurne ed in alcune occasioni per infiltrare agenti oltre le linee nemiche.
Tra i piloti che iniziarono la propria carriera sui Nieuport 10, le fonti ricordano il futuro asso dell'aviazione Georges Guynemer che utilizzò il biplano francese tra i primi di ottobre e la fine di novembre del 1915 ottenendo 8 vittorie con il velivolo dall'8 dicembre fino al 22 giugno 1916.

### Impero Russo
L'aviazione imperiale russa ricevette i primi Nieuport 10 sul finire del 1915: si trattava di macchine in configurazione Avant, cui fecero successivamente seguito altri esemplari ma con opposta disposizione dell'equipaggio.
I russi misero in linea anche aerei prodotti in loco su licenza a cui alcune fonti attribuiscono denominazioni non esattamente corrispondenti a quelle originali: vengono infatti indicati come Nieuport 9 gli esemplari con pilota nell'abitacolo posteriore e come Nieuport 10 quelli con il pilota sistemato anteriormente; venne inoltre utilizzata la denominazione di Nieuport 10bis per individuare gli esemplari equipaggiati con il motore Gnome Monosoupape da 100 hp.
Tra i piloti russi che condussero il Nieuport 10 viene ricordato Aleksandr Aleksandrovič Kazakov, divenuto in seguito il pilota russo cui furono attribuiti il maggior numero di successi durante la guerra. Kazakov utilizzò un esemplare in configurazione monoposto armato con una mitragliatrice disposta obliquamente e sparante in avanti attraverso il foro presente al centro dell'ala superiore con cui ottenne il primo successo il 14 giugno del 1916.
Alcuni esemplari di Nieuport 10 russi furono venduti alla nascente Suomen ilmavoimat mentre altri potrebbero essere rimasti in servizio fino al 1921 con l'aviazione sovietica (la Voenno-vozdušnye sily SSSR, sorta nel 1918).

### Italia
Gli esemplari impiegati dal Corpo aeronautico militare erano prodotti su licenza dalla società Nieuport-Macchi e tra i vari ruoli cui furono destinati, vi fu anche quello di caccia di scorta durante missioni di bombardamento aereo sul territorio austriaco; alcuni esemplari fecero parte della scorta ai velivoli che attaccarono Lubiana nel mese di febbraio del 1916.
Nella seconda metà di ottobre 1915 l'8ª Squadriglia da ricognizione e combattimento ne riceve 3 esemplari nella versione francese.
In Italia dall'agosto 1915 volavano anche gli esemplari dell'Escadrille N 92 i - N 392 - N 561 per la difesa di Venezia.
Una volta dismessi dai reparti di prima linea i Nieuport 10 italiani vennero utilizzati come addestratori biposto: in questo ruolo rimasero attivi ancora per diversi anni dopo la fine della guerra.

### Regno Unito
I primi Nieuport 10 furono consegnati al RNAS prima della fine di maggio del 1915, destinati al No.1 Naval Aeroplane Squadron di base a Dunkerque; complessivamente l'aviazione di marina britannica ricevette un primo lotto di ventiquattro velivoli, costituito da unità in configurazione Avant, di cui otto impiegati nel No.2 Wing stanziato nel Mar Egeo.
Il RNAS effettuò anche un secondo ordine per 36 ulteriori Nieuport 10, ma successive modifiche in corso d'opera si concretizzarono in consegne di esemplari del modello 11, per cui le stime finali parlano di un totale di 38 Nieuport 10 complessivamente acquistati e messi in linea dai britannici.
Anche nei reparti inglesi i Nieuport 10 vennero impiegati in diversi ruoli operativi fungendo prevalentemente da aerei da caccia ma anche da scout; l'appartenenza a reparti dell'aviazione di marina li vide impiegati anche per la sorveglianza antisommergibili. Il 6 settembre del 1915 il colonnello (e futuro asso) canadese Redford Henry Mulock dichiarò di aver affondato un U-Boot al largo di Nieuwpoort, lanciando nove bombe da 9 kg dal proprio Nieuport 10.
I Nieuport 10 ebbero, per l'epoca, una vita operativa piuttosto lunga, malgrado nel tempo le loro prestazioni venissero progressivamente superate da quelle dei modelli più recenti: la maggior parte degli esemplari fu dismessa dal servizio operativo nei primi mesi del 1917 ed alcuni esemplari rimasero presso i reparti fino alla tarda primavera.

## Versioni
I dati sulle versioni, se non diversamente indicato, sono tratti da "Nieuport 10-12 in Windstock Datafile, nº 68".
- Nieuport XB: prima designazione del velivolo; la lettera "B" indicava la formula "biplano"[6] per distinguere il modello dal precedente monoplano biposto denominato "Type X";
- Nieuport 10: designazione acquisita dal velivolo in un secondo momento, cui si affiancarono distinzioni a seconda della disposizione dell'equipaggio e dei compiti cui fu destinato:
  - Nieuport 10AV: designazione abbreviata di avant, in quanto nei velivoli di questo modello il navigatore occupava la postazione anteriore. Nei reparti dell'aviazione imperiale russa venne utilizzata anche la denominazione Nieuport 9;
  - Nieuport 10AR: denominazione indicante arrière nella quale, all'opposto, il navigatore era alloggiato nella postazione posteriore;
  - Nieuport C.1: (chasseur monoplace) designazione tipicamente utilizzata dall'aviazione francese, indicava velivoli destinati al ruolo di aerei da caccia monoposto;
  - Nieuport A.2: (artillerie biplace) anche in questo caso la sigla originava dal ruolo di ricognitore biposto o, secondo la terminologia dell'epoca, per la cooperazione con l'artiglieria;
- Nieuport 10bis: anche in questo caso si trattava di una denominazione impiegata dall'aviazione imperiale russa che identificava esemplari dotati di motore Gnome Monosoupape da 100 hp;
- Nieuport-Macchi Ni.10: noto anche come Nieuport DC 10.000[11][30]; designazione dei velivoli realizzati su licenza in Italia dalla società Nieuport-Macchi ed impiegati dal Corpo aeronautico militare.

## Utilizzatori
Belgio
- Aviation Militaire Belge

 Francia
- Aéronautique Militaire

 Finlandia
- Suomen ilmavoimat

 Impero russo
- Imperatorskij voenno-vozdušnyj flot

 Italia
- Corpo Aeronautico Militare

 Regno Unito
- Royal Naval Air Service

### Annotazioni
1. ↑  Sarebbe ripresa solamente nel corso del 1920

### Fonti
1. ↑  Sanger, 2002, p. 36.
2. 1 2 3  Kowalski, 2009, p. 6.
3. 1 2 3 4  Bruce, 1997, p. 1.
4. 1 2 3 4 5  Sanger, 2002, p. 30.
5. 1 2  Kowalski, 2009, p. 5.
6. 1 2  Bruce, 1997, p. 2.
7. 1 2 3  Bruce, 1997, p. 4.
8. 1 2 3 4 5 6 7  Kowalski, 2009, p. 8.
9. 1 2 3 4 5  Sanger, 2002, p. 32.
10. 1 2  Nieuport 10, in Military History Encyclopedia on the Web.
11. 1 2  Boroli e Boroli, 1983, p. 257.
12. 1 2 3 4 5 6 7 8 9 10 11  Sanger, 2002, p. 33.
13. ↑  Kowalski, 2009, p. 7.
14. 1 2  Bruce, 1997, p. 5.
15. ↑  Cooksley, 1997, p. 7.
16. 1 2 3  Nieuport N.10, in Уголок неба.
17. 1 2 3 4 5 6 7  Bruce, 1997, p. 10.
18. 1 2 3 4 5  Bruce, 1997, p. 7.
19. ↑  Munson, 1967, p. 83.
20. ↑  Kowalski, 2009, p. 9.
21. ↑  Sanger, 2002, p. 114.
22. ↑  Sanger, 2002, p. 80.
23. ↑  Sanger, 2002, p. 81.
24. ↑  Sanger, 2002, p. 134.
25. ↑  I Reparti dell'aviazione italiana nella Grande Guerra, AM Ufficio Storico - Roberto Gentili e Paolo Varriale, 1999 pagg. 61-62
26. 1 2  Sanger, 2002, p. 98.
27. 1 2 3  Bruce, 1997, p. 6.
28. ↑  Sanger, 2002, p. 99.
29. ↑  Bruce, 1997.
30. ↑  Abate e Lazzati, 1963, p. 24.

### Pubblicazioni
- (EN) A two-seater Nieuport biplane, in Flight, Sutton, Surrey - UK, Reed Business Information Ltd., 19 marzo 1915,  p. 189. URL consultato il 3 novembre 2014.
- (EN) J.M. Bruce, Nieuport 10-12, in Windstock Datafile, n. 68, Berkhamsted, UK, Albatros Production, 1997, ISBN 978-1-902207-01-8.
- (EN) Peter Cooksley, Nieuport fighters, in In action, Aircraft Number 167, Carrollton, TX, USA, Squadron/Signal Publications Inc., settembre 1997, ISBN 978-0-89747-377-4.
- (EN) Norman Franks, Nieuport aces of World War 1, in Osprey Aircraft of the Aces, n. 33, Londra, Osprey Publishing, aprile 2000, ISBN 978-1-85532-961-4.
- (EN, PL) Tomas J. Kowalski, Nieuport 1-27, in Famous Airplanes, Lublino, PL, Kagero Oficyna Wydawnicza, 15 dicembre 2009, ISBN 978-83-89088-09-3.